# Schmidts boktryckeri

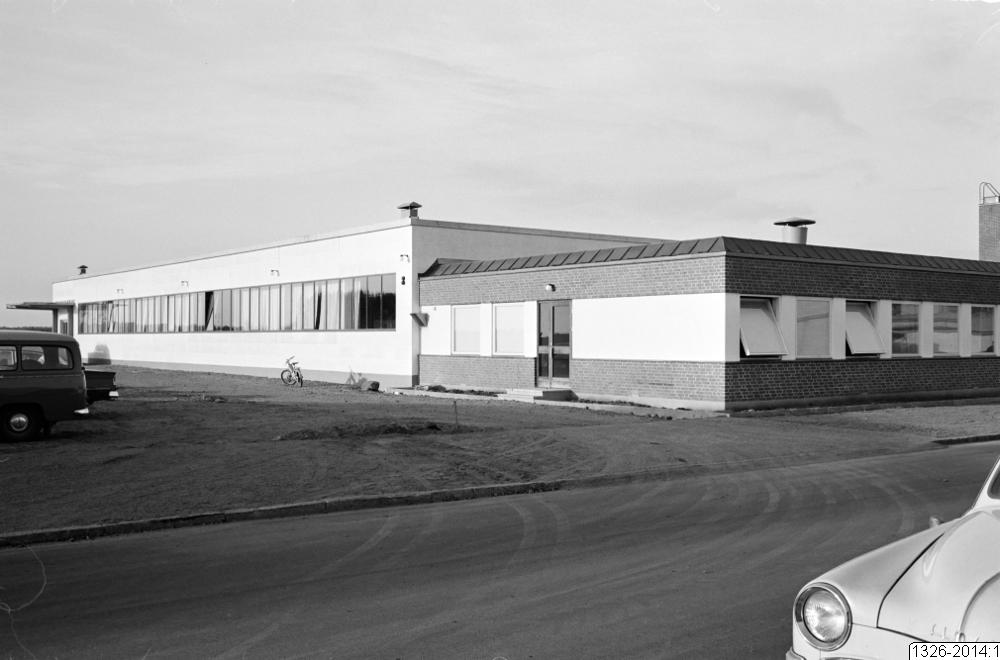
Schmidts boktryckeris då nya lokaler på Västra Bergas industriområde 1961.

Schmidts Boktryckeri AB var ett boktryckeri i Helsingborg, grundat 1881 av Evald Ludvig Schmidt från Stockholm. Företaget hade under många år ett nära samarbete med tidningen Helsingborgs-Posten, som man mellan 1898 och 1922 delade fastighet med på Södra Storgatan. Verksamheten flyttade 1922 till Bruksgatan där den drevs fram till 1961 då nya lokaler invigdes på Västra Berga. Schmidts Boktryckeri, som var ett av de största i sin bransch i Helsingborg, gick i konkurs 1965, men verksamheten återupptogs snart när de anställda övertog rörelsen. Det avvecklades dock helt under 1990-talet. Arkivhandlingar från Schmidts Boktryckeri förvaras hos Skånes Näringslivsarkiv i Helsingborg.